# Noureddine Ben Khedher
Noureddine Ben Khedher, né le 9 février 1939 à El Hamma et mort le 10 février 2005 à Tunis, est un éditeur et militant tunisien.

## Biographie
Il est le fils d'Ali Ben Khedher, un militant nationaliste soutien de Salah Ben Youssef et assassiné en 1958 par des partisans de son rival, Habib Bourguiba. Expulsé de son lycée pour cause de militantisme à l'âge de quatorze ans, il part pour la France deux ans après la disparition soudaine de son père pour y être soigné dans un sanatorium et achever ses études. Il milite alors au sein de l'Union générale des étudiants de Tunisie (UGET) dont il finit par être exclu pour son opposition au régime du président Bourguiba.
En octobre 1963, il fonde le Groupe d'études et d'action socialiste tunisien (Perspectives tunisiennes) avec d'autres figures de gauche, comme Mohamed Charfi, Khemaïs Chammari, Hachemi Jegham et Ahmed Smaoui, pour se distancier des positions communistes et trotskistes actives au sein de l'UGET. En 1964, Ben Khedher et d'autres militants rentrent en Tunisie et y militent dans la clandestinité,. Si leur groupe critique le pouvoir personnel de Bourguiba et son alignement sur les États-Unis, il est en accord avec lui sur son modernisme, son universalisme et son rapport au religieux. Placé quelques jours en garde à vue en 1966, il est arrêté en mars 1968, avec une dizaine d'autres militants, puis condamné en septembre par la Cour de sûreté de l'État à quatorze ans de prison. Relâché en mars 1970, la cour l'envoie trois ans plus tard à la prison de Borj Erroumi, près de Bizerte, puis à la prison civile de Tunis, où il demeure jusqu'en 1979.
Après sa sortie de prison, il renonce à l'engagement politique et devient directeur des éditions Cérès, qui deviennent l'une des principales maisons d'édition du Maghreb. S'il continue de critiquer Bourguiba, il lui rend toutefois hommage dans une tribune publiée par Attariq Al Jadid en mai 2004.
À l'occasion de l'élection présidentielle organisée en octobre 2004, il adhère à l'Initiative démocratique rassemblant des forces de gauche autour de la candidature de Mohamed Ali Halouani. Mort le 10 février 2005 à Tunis, il est inhumé deux jours plus tard à El Hamma.

## Vie privée
Durant sa période de détention dans les années 1970, il se marie à l'archéologue Aïcha Ben Abed, avec qui il a trois enfants.